# Sekundærrute 179
Sekundærrute 179 er en ca. 58 km lang rutenummereret landevej mellem Sønderjyske Motorvej ved Kliplev og Primærrute 24 lidt øst for Damhus ved Ribe.
Sekundærrute 179 passerer forbi Uge, Bolderslev, Hjolderup, Hellevad, Agerskov, Toftlund, Højrup, Spandet og Høm.
Den 35 km lange strækning mellem motorvejen og Toftlund deler den med Sekundærrute 175.